# 8624 Kaleycuoco
8624 Kaleycuoco este un asteroid din centura principală de asteroizi.

## Descriere
8624 Kaleycuoco este un asteroid din centura principală de asteroizi. A fost descoperit pe 1 martie 1981 la Siding Spring de Schelte J. Bus. Asteroidul prezintă o orbită caracterizată de o semiaxă mare de 3,17 ua, o excentricitate de 0,03 și o înclinație de 9,1° în raport cu ecliptica.